# مرشحة ريكتسيا هنغارية
مرشحة ريكتسيا هنغارية (الاسم العلمي:Candidatus Rickettsia hungarica) هي نوع من البكتيريا تتبع جنس الريكتسيا من الفصيلة الريكتسية.